# Strada statale 682 Jonio-Tirreno
La strada statale 682 Jonio-Tirreno, nota anche come strada di grande comunicazione Jonio-Tirreno (Gioiosa-Rosarno) (abbreviata in S.G.C. Jonio-Tirreno), è una strada statale, interamente compresa nella provincia di Reggio Calabria, che collega la costa tirrenica con la costa ionica passando sotto il passo della Limina, con una galleria di 3,2 chilometri di lunghezza.
È spesso definita come strada "dei due mari", infatti collega in maniera veloce la SS 106-E90 Jonica e con le strade tirreniche (l'Autostrada A2 e SS 18 Tirrenica) e il Porto di Gioia Tauro.
Il viadotto Sciarapotamo I ha una lunghezza di 5559 metri, il che lo pone al terzo posto come lunghezza in Italia.
La galleria "Limina" lunga 3,2 km è tra le gallerie più lunghe d'Italia, attraversa la catena Appennino Aspromonte-Serre sotto il monte Limina.

## Storia

### Gli inizi e la scelta del percorso
La mancanza di un collegamento viario veloce tra la Piana di Gioia Tauro e la fascia Jonica aveva come difficoltà il superamento dell’alta catena dell’Appennino calabro, ed era inevitabile il ricorso a una lunga galleria di valico. Al fine di contenere entro i limiti un’adeguata lunghezza della galleria, la scelta è stata fatta sul punto più stretto della catena montuosa, quello del Monte Limina, con ai lati due lunghe fiumare, quella dello Sciarapotamo che scende verso il mare Tirrenico e quella del Torbido che scende verso il mare Jonio.  Il Monte Limina è il punto dove finisce l'Aspromonte e inizia la catena delle Serre calabresi.
L’opera si sviluppa con un tracciato dolcemente flessuoso con curve a grande raggio, con due corsie di marcia, ed una di arrampicamento nei due tratti con pendenza maggiore, una lato Sciarapotamo e l’altra lato Torbido, attraversando le incantevoli gole prima dell’imbocco della lunga Galleria Limina di 3,2 km.
La costruzione della strada di grande comunicazione Jonio-Tirreno, allora detta dorsale calabra, era originariamente prevista nell'ambito della realizzazione del V centro siderurgico a Gioia Tauro e avrebbe dovuto collegare la zona ionica e quella tirrenica.
La prima notizia ufficiale sulla sua costruzione arrivò il 17 gennaio 1976, quando la Cassa del Mezzogiorno pubblicò nel bollettino dei lavori e degli appalti un progetto con il titolo: «Costruzione strada a scorrimento veloce di attraversamento della dorsale calabrese tra la fascia ionica Locri-Siderno-Gioiosa-Roccella e la piana di Rosarno: tronco centrale con galleria di valico dal raccordo con la SS 536 tra Polistena e Cinquefrondi al raccordo con la SS 281 presso Mammola».

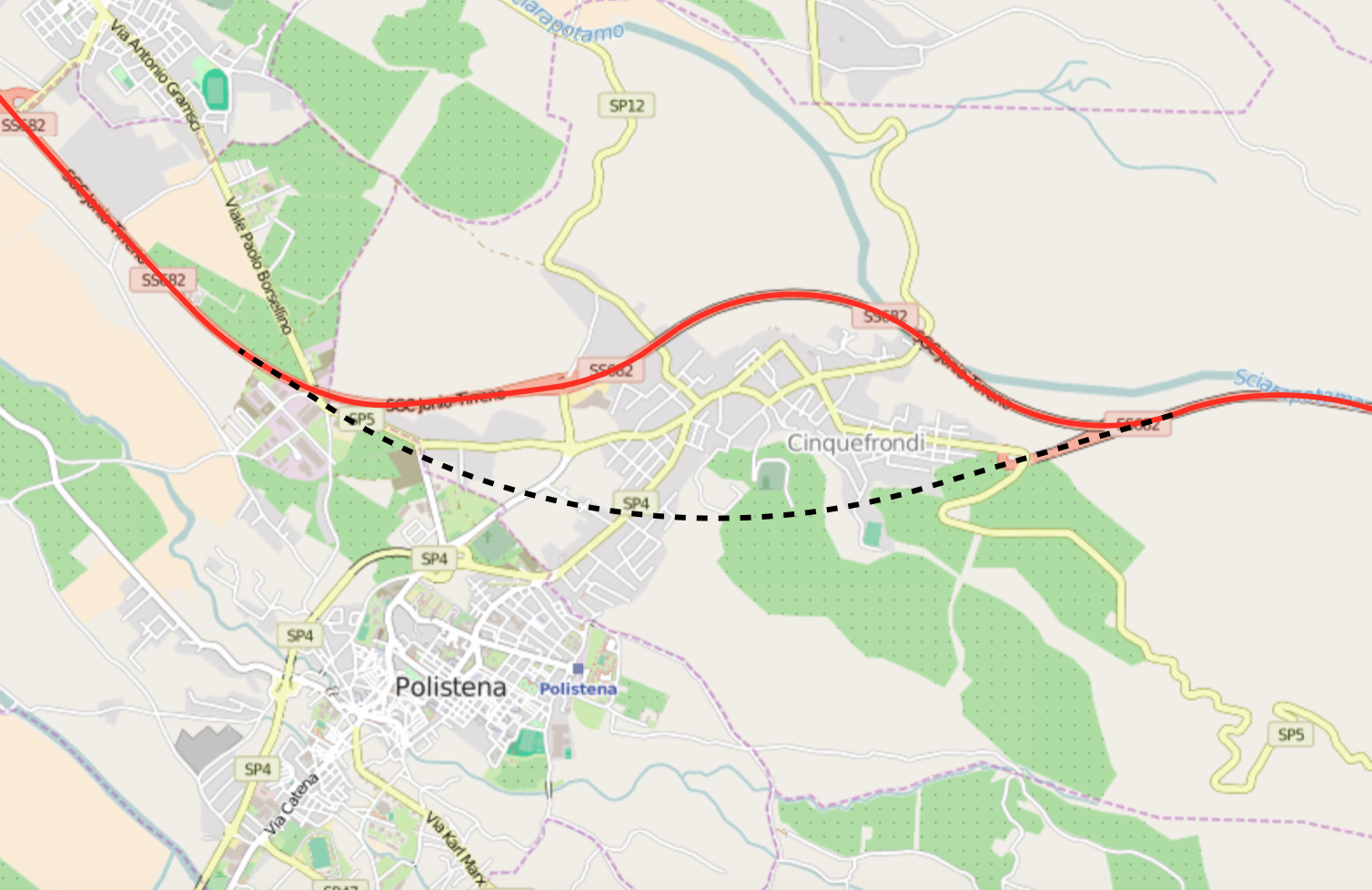
Tracciato attuale della tratta Polistena-CInquefrondi (in rosso) e quello in origine previsto (in nero tratteggiato).

Il 6 ottobre del 1977 i sindacati di CGIL, CISL e UIL tennero un primo incontro con gli organismi della comunità montana del versante tirrenico-settentrionale, con sede a Cinquefrondi, che si occuperà di realizzare i progetti della strada nei territori dei sette comuni attraversati.
Nel luglio del 1978 nacque, tuttavia, il problema del tracciato da seguire nei pressi dei centri abitati di Polistena e Cinquefrondi, che in origine prevedeva di tagliare a metà i due comuni nella zona della contrada Violelli. Poi, il 9 novembre 1978, il consiglio comunale di Cinquefrondi dopo l'esame delle varie problematiche, in primis il taglio netto tra i centri urbani di Cinquefrondi e Polistena e l'aumento del traffico considerando come era progettato lo svincolo, ribadì la necessità di trovare una soluzione urbanisticamente valida, contro questa ipotesi si schierò invece il comune di Polistena. Dopo una serie di scontri, infine, il 7 maggio 1979, la provincia approvò la relazione della variante.
Dal tracciato originario, altre due variante sono state effettuate in corso d’opera, quella nel comune di Gioiosa Jonica in località Santa Maria-Sant’Antonio, perché la strada passava adiacente a diverse abitazioni già esistenti. L’altra variante nel territorio di Mammola in località Santa Barbara, nelle vicinanze dell’antico Monastero di Santa Barbara, oggi Parco MU.SA.BA., confinante con l’alveo del fiume Torbido, poiché durante gli scavi sono stati riportati alla luce dei reperti archeologici.

### I lavori e l'apertura
Nel frattempo fu avviata la gara d'appalto e nel 1977 iniziarono i lavori. La società Salcos di Roma, a cui fu affidato l'appalto, aprì quindi due cantieri, uno lungo la fiumara Sciarapotamo nel comune di Cinquefrondi e l'altro lungo il fiume Torbido nel comune di Mammola. Alle 12.10 del 27 ottobre 1987 l'ultimo diaframma della galleria della Limina venne abbattuto: l'intero percorso era completo. Complessivamente vennero realizzati 37 km di strada e svincoli, la maggior parte a due corsie (a una corsia per senso di marcia), per un costo totale di 34 miliardi di lire, quasi un miliardo di lire a chilometro.
L'apertura ufficiale della strada Jonio-Tirreno avvenne il 10 agosto 1989, quando il presidente della provincia Gallizzi tagliò il nastro e aprì ufficialmente la strada, che verrà poi chiusa dopo la stagione estiva per permettere di realizzare gli ultimi lavori. La Jonio-Tirreno entrerà poi a pieno regime dal 14 febbraio 1990.

### La Strada Grande Comunicazione oggi
La S.G.C. Gioiosa-Rosarno collega due comprensori, quello della Locride e quello della Piana di Rosarno-Gioia Tauro e la zona sud del Vibonese, con una popolazione complessiva di circa 400 000 abitanti. È considerata una delle strade più importanti della Calabria, visto il numero di autovetture che ogni giorno transitano, pari a circa 380-400 ogni ora in inverno.
Il tratto di valico della galleria Limina della SS 682 Jonio-Tirreno, tra il km 24,000 e il km 15,000 (Mammola-Cinquefrondi), segnalato tramite apposita segnaletica, è stato incluso dall'ANAS nelle strade con l'obbligo di catene a bordo dal 15 novembre al 31 marzo di ogni anno, in quanto si possono verificarsi precipitazioni nevose o formazione di ghiaccio.
Oggi la Jonio-Tirreno soffre di gravi problemi di sicurezza, che hanno portato a numerosi incidenti mortali e a soprannominarla la "statale della morte". Per migliorare la situazione, nel dicembre 2015, ANAS ha pubblicato un bando per lavori dell'impianto antincendio della galleria Limina, mentre dovrebbero a breve partire anche quelli per la manutenzione degli impianti di illuminazione e di ventilazione, del costo di 4 milioni di euro.
Sempre nel 2015, in estate, sono state installate sei postazione fisse per il controllo della velocità. Tra i lavori previsti vi sono anche: la sostituzione degli insicuri guard rail sul versante tirrenico, per un costo di 1,2 milioni di euro, e il rifacimento di 12 chilometri di pavimentazione, per un costo di 2,2 milioni di euro.
Inoltre, si sospetta che la galleria Limina sia stata usata per smaltire illegalmente rifiuti radioattivi.

## Tracciato

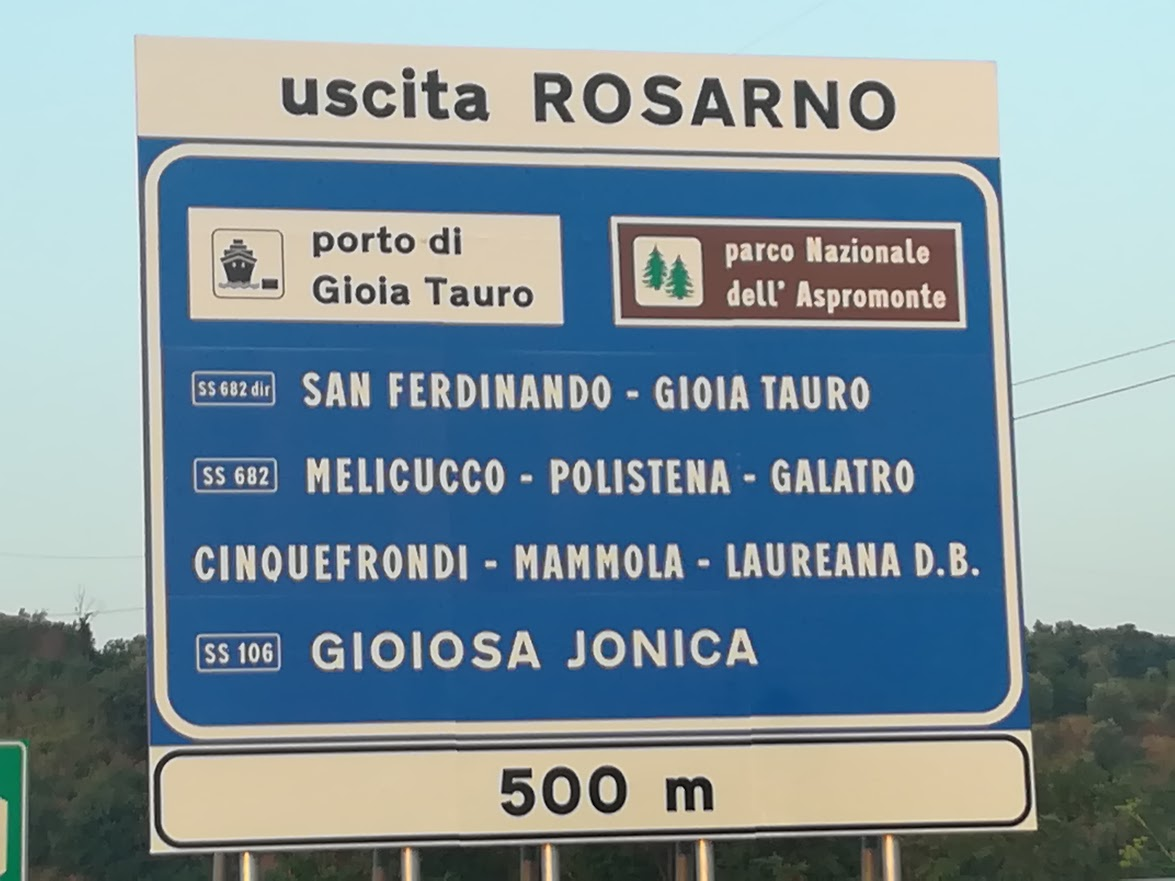
Autostrada A2 - Uscita Rosarno - Indicazione della SS 682

La strada statale 682 Jonio-Tirreno segue il percorso della SP5 ex 281 (Rosarno-Marina di Gioiosa Jonica), ha origine presso l'uscita di Rosarno dell'autostrada A2. Nella parte iniziale del suo percorso attraversa la Piana di Gioia Tauro, qui sono site le uscite per Melicucco, Polistena e Cinquefrondi; si trovano anche due rotonde che permettono il collegamento con diverse strade provinciali.
Subito dopo lo svincolo di Polistena-Cinquefrondi la strada attraversa la vallata dello Sciarapotamo e prima della galleria della Limina vi è l'uscita Limina, che si trova all'interno del Parco nazionale dell'Aspromonte e che permette di raggiungere San Giorgio Morgeto tramite la strada provinciale 35 e Giffone con la strada provinciale 42, inoltre si collega con la strada di “Cresta” che percorre il crinale dell'Appennino (direzione Sud, si raggiunge Gambarie di Santo Stefano in Aspromonte e a Nord verso Serra San Bruno), la parte centrale del territorio calabrese).
Dopo la galleria della Limina la strada si snoda nella vallata del Torbido, dove sono situate le uscite per Mammola, Gioiosa Ionica e Marina di Gioiosa Ionica, dove si trova lo svincolo per la variante della nuova strada statale 106 - E 90 aperto nel 2013. La strada termina a Grotteria Mare, frazione situata tra Marina di Gioiosa Jonica e Siderno, dove si ha il collegamento con la strada statale 106 Jonica.
| S.G.C. Jonio-Tirreno (Gioiosa-Rosarno) | |             |                                                                    |
| Tipo                                   | Indicazione                                                                                          | km          | Note                                                               |
|                                        | Rosarno                                                                                              | 0           |                                                                    |
|                                        | Raccordo al Porto di Gioia Tauro A2 del Mediterraneo                                                 | 0,2 - 38,2  |                                                                    |
|                                        | Laureana di Borrello                                                                                 | 1,8 - 36,2  |                                                                    |
|                                        | San Fili Terme di Galatro (SP 43)                                                                    | 4,0 - 34,0  |                                                                    |
|                                        | Melicucco (SP5 - SP37)                                                                               | 7,6 - 28,0  |                                                                    |
|                                        | Area di servizio                                                                                     | 8,5 - 28,4  | Solo in direzione Gioiosa                                          |
|                                        | Area di servizio                                                                                     | 8,8 - 28,1  | Solo in direzione Rosarno                                          |
|                                        | Polistena - Cinquefrondi (SP5 - SP4)                                                                 | 10,4 - 26,5 |                                                                    |
|                                        | Cinquefrondi (SP5 - SP4)                                                                             | 13,3 - 24,2 | Uscita solo in direzione Gioiosa Entrata solo in direzione Rosarno |
|                                        | Limina (SP5 - SP42 - SP35 dir) Parco nazionale dell'Aspromonte Santuario di San Nicodemo             | 18,0 - 19,5 |                                                                    |
|                                        | Area di servizio                                                                                     | 26,6 - 10,9 | Solo in direzione Rosarno                                          |
|                                        | Area di servizio                                                                                     | 26,7 - 10,8 | Solo in direzione Gioiosa                                          |
|                                        | Mammola (SP5) Parco nazionale dell'Aspromonte                                                        | 27,3 - 10,2 |                                                                    |
|                                        | Gioiosa Ionica (SP5)                                                                                 | 34,4 - 3,7  |                                                                    |
|                                        | Svincolo Marina di Gioiosa Ionica: Jonica (Reggio Calabria-Taranto) Rosarno-Marina di Gioiosa Jonica | 35,6 - 2,3  | Variante E 90-SS 106 Roccella Jonica-Locri                         |
|                                        | Grotteria Mare - Siderno Costa dei Gelsomini                                                         | 38,2 - 0    | Uscita tra Marina di Gioiosa Jonica e Siderno                      |

### Alternative
Prima dell'apertura della strada statale 682 gli unici collegamenti erano:
- la SP 1 ex SS111, creata in epoca borbonica: parte da Gioia Tauro attraversa Taurianova e Cittanova per poi inerpicarsi sull'altopiano della Melia, nell'Aspromonte, e dopo aver toccato Gerace giungere infine a Locri.
- la SP 5 ex SS281, segue un percorso molto simile a quello della SS 682: inizia a Rosarno, tocca Melicucco e Cinquefrondi e attraverso il passo della Limina raggiunge i paesi di Mammola e Marina di Gioiosa Jonica e quindi la costa Jonica dove si collega con la SS 106-E90.

## Galleria d'immagini

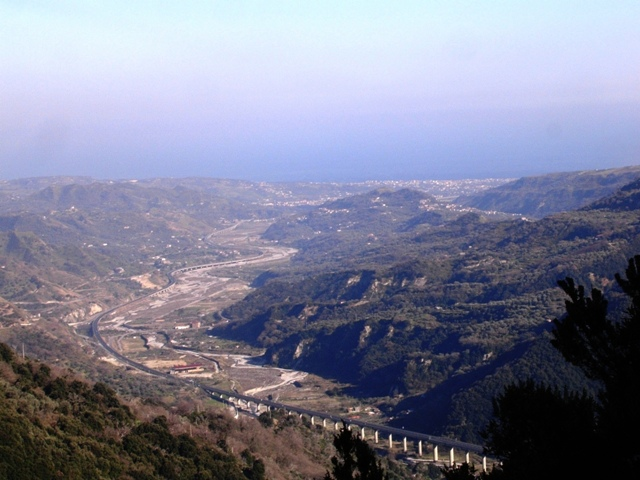
Veduta panoramica dalla parte jonica
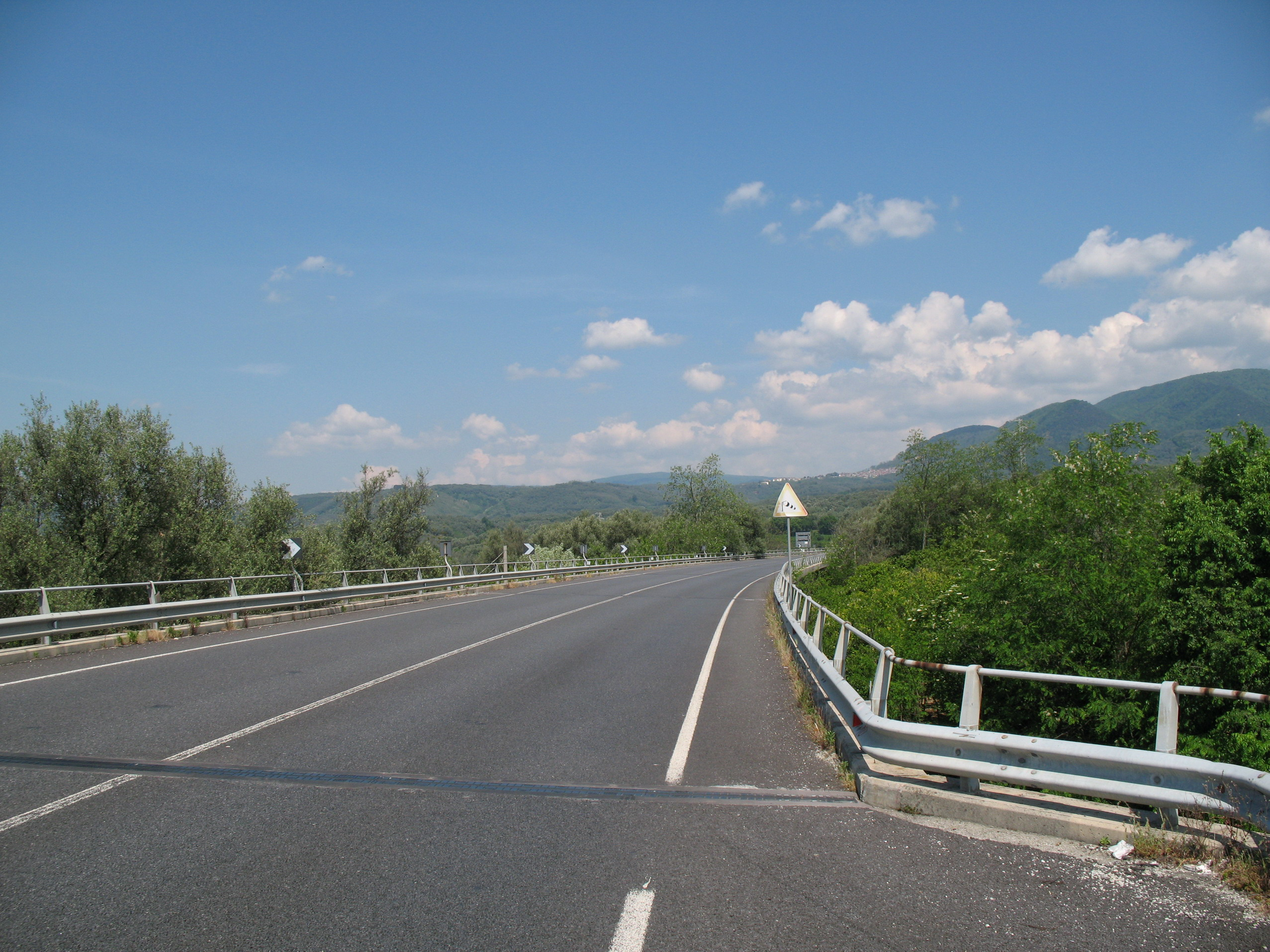
Tra Polistena e Cinquefrondi, direzione Cinquefrondi
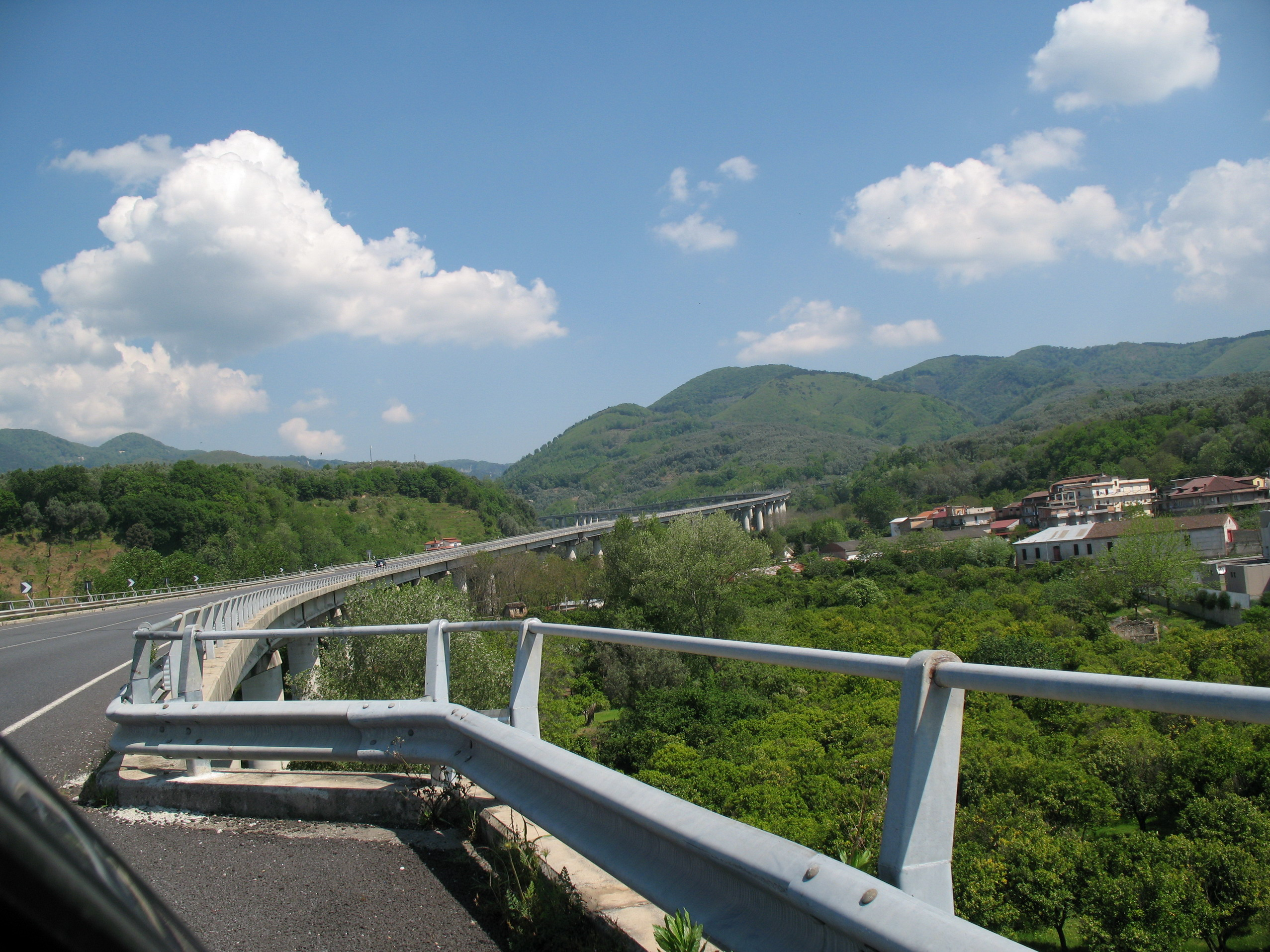
Tra Polistena e Cinquefrondi, direzione Cinquefrondi
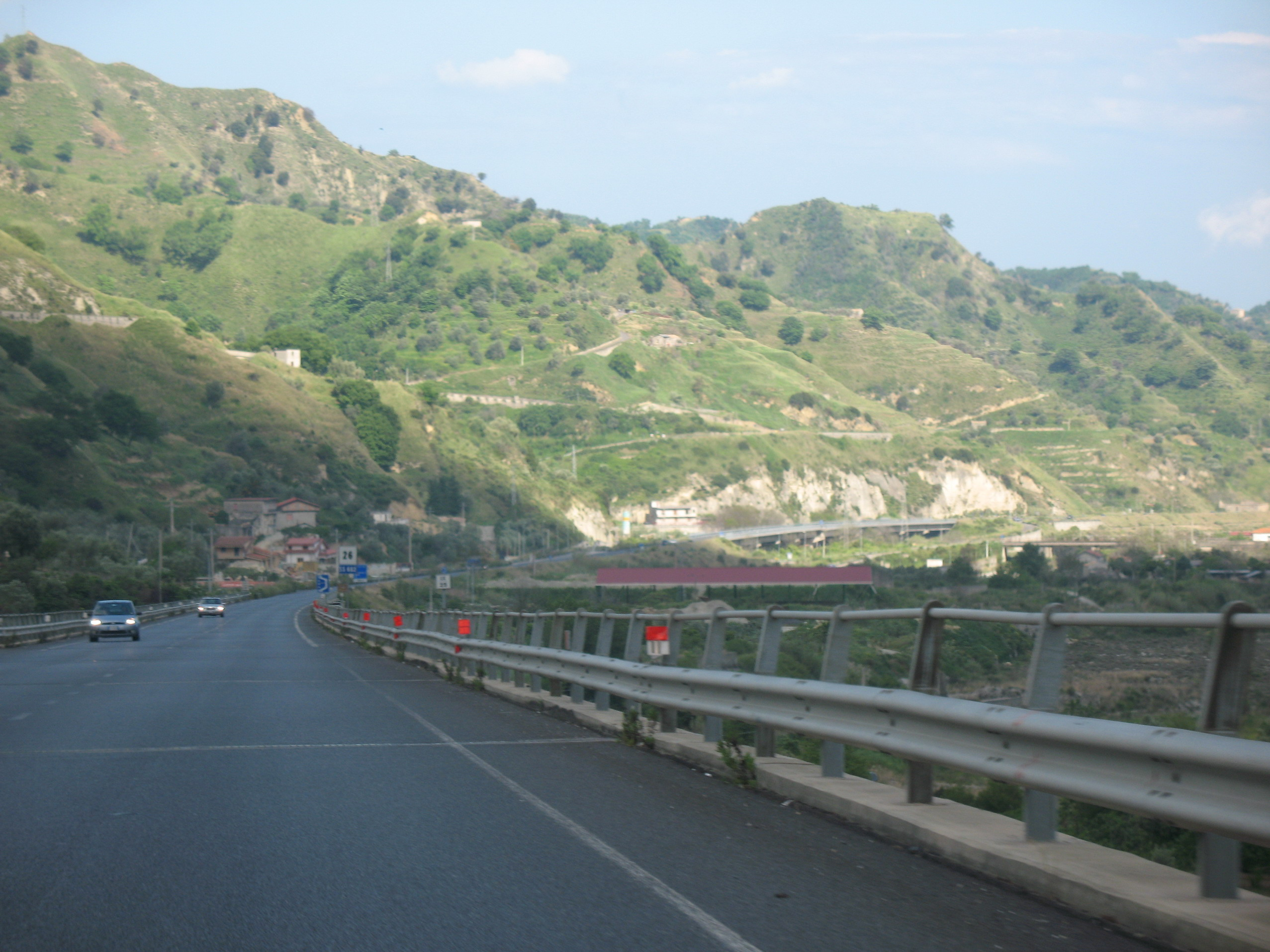
Tra Mammola e la Limina (vicinanze Svincolo Mammola)
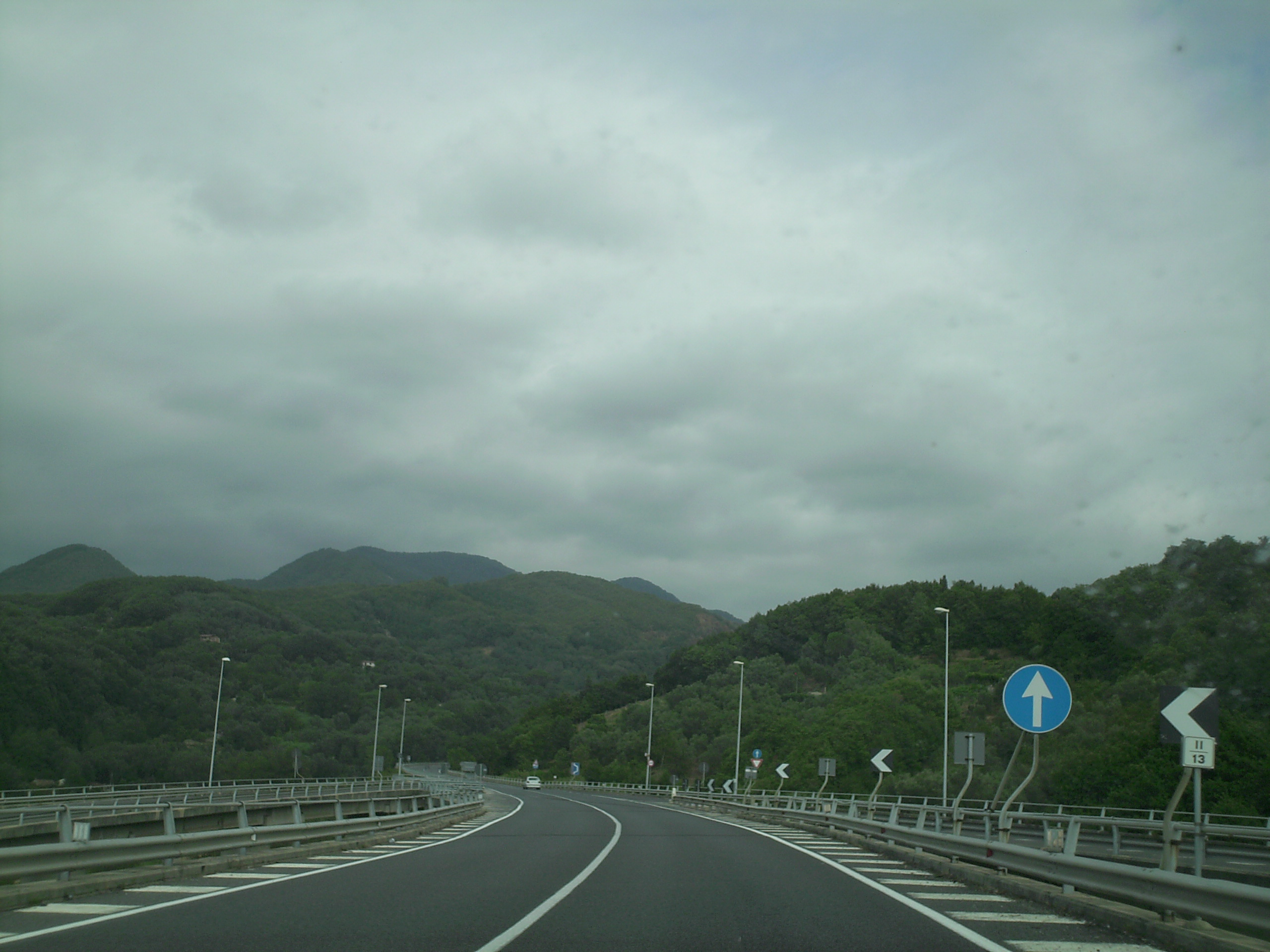
Viadotto Sciarapotamo I Cinquefrondi
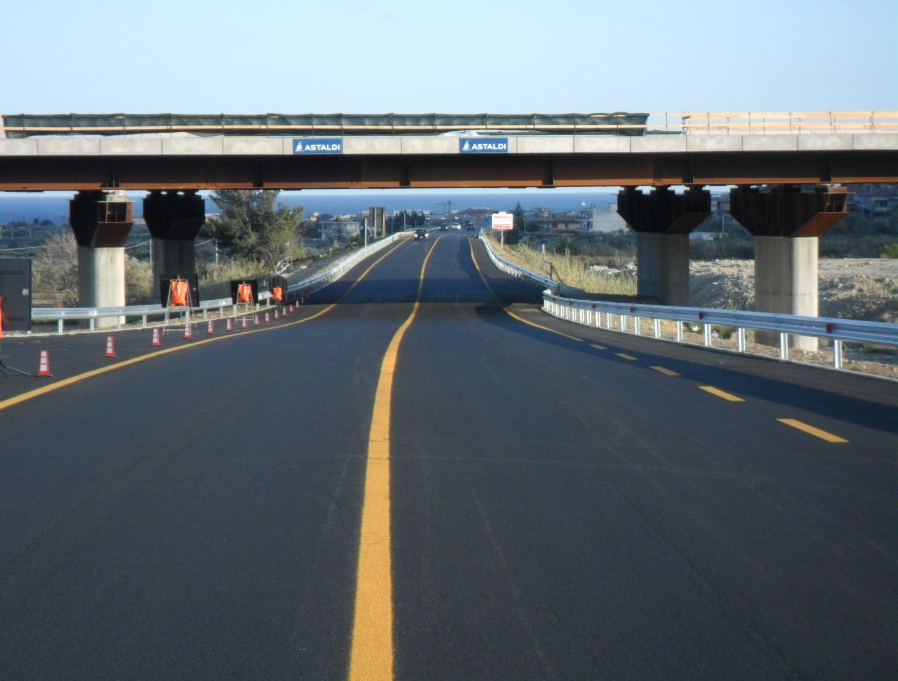
S.G.C. Jonio-Tirreno S.S.682 nel tratto dove passa la nuova S.S. 106 e che sarà il crocevia
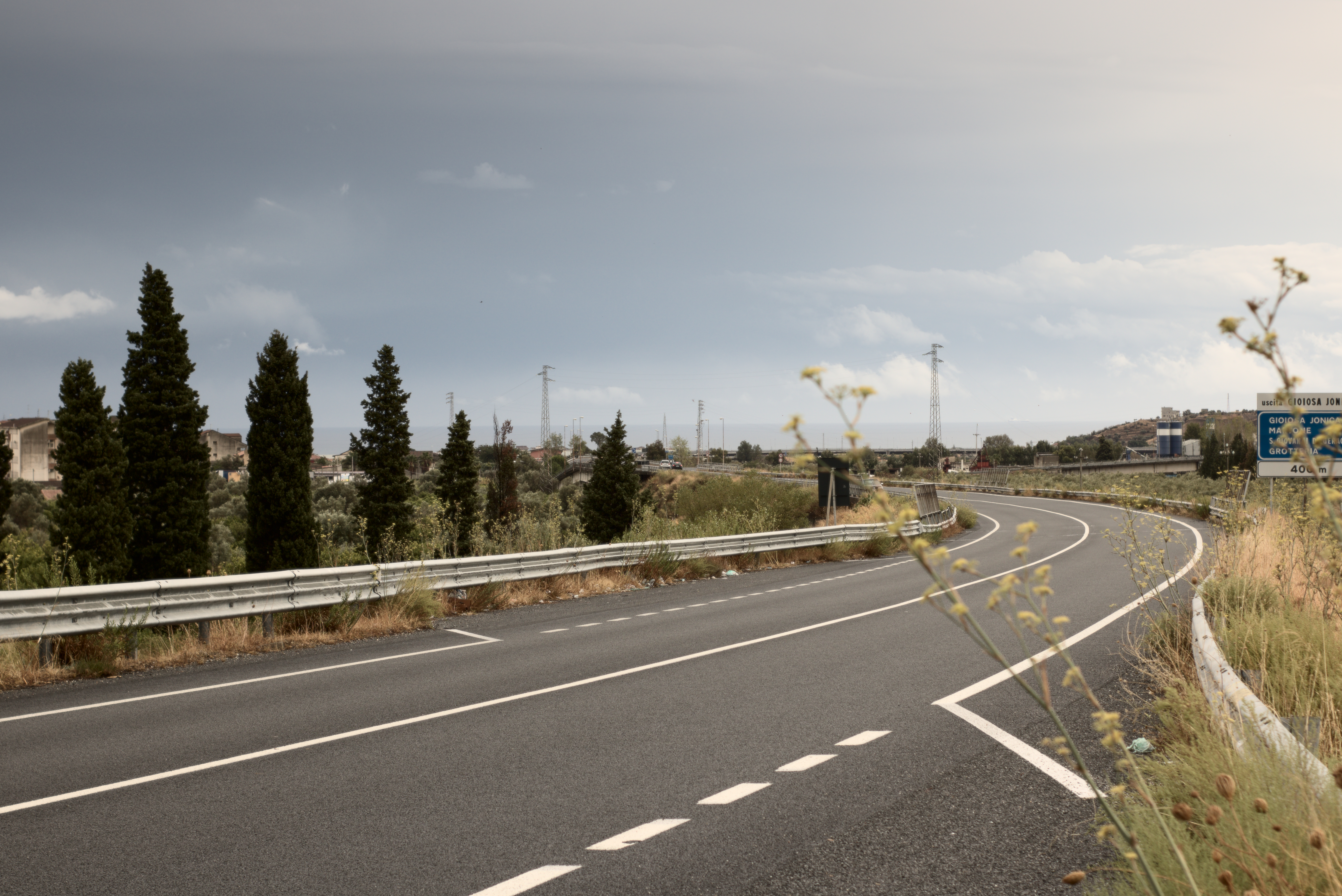
Strada statale 682 nei pressi dell'uscita di Gioiosa Ionica.

## Strada statale 682 dir Raccordo al Porto di Gioia Tauro
La strada statale 682 dir Raccordo al Porto di Gioia Tauro (SS 682 dir), già nuova strada ANAS 330 Raccordo di Rosarno (NSA 330), è una strada statale che collega il porto di Gioia Tauro con l'autostrada A2 e la strada statale 682.
Si tratta di un breve tratto (circa 6km) dell'arteria che collega il porto di Gioia Tauro, e più in generale la vicina zona industriale, con la maggiore viabilità calabrese.
Dopo lo svincolo per l'A2 del Mediterraneo, la strada si innesta senza soluzioni di continuità nello svincolo di Rosarno, non prima di aver presentato uno svincolo che permetta di accedere alla SS 682.
Provvisoriamente definita nel 2009 come nuova strada ANAS 330 Raccordo di Rosarno, ha ottenuto la definitiva classificazione nel 2012 col seguente itinerario: "Innesto con la strada ASI-RC - Innesto con la S.S. n. 682 (Km 0+000)".

### Tracciato
| Raccordo al Porto di Gioia Tauro |                                                             |     |                         |
| Tipo                             | Indicazione                                                 | km  | Note                    |
|                                  | Barriera Porto di Gioia Tauro                               | 0   |                         |
|                                  | San Ferdinando                                              | 0,2 |                         |
|                                  | Zona Industriale I Capitaneria di Porto - Autorità Portuale | 0,7 |                         |
|                                  | Area di servizio                                            | 0,9 | Solo in direzione Porto |
|                                  | Zona Industriale II                                         | 1,6 |                         |
|                                  | Rosarno                                                     | 2,9 |                         |
|                                  | Zona Industriale                                            | 4,0 |                         |
|                                  | Jonio-Tirreno (Gioiosa-Rosarno) Salerno-Reggio Calabria     | 6,2 |                         |